# Celastrina nuydai
Celastrina nuydai är en fjärilsart som beskrevs av Hayashi 1974. Celastrina nuydai ingår i släktet Celastrina och familjen juvelvingar. Inga underarter finns listade i Catalogue of Life.